# Federální služba bezpečnosti
Federální služba bezpečnosti (zkratka FSB, rusky Федеральная служба безопасности Российской Федерации – Feděralnaja služba bezopasnosti Rossijskoj Feděracii, zkratka ФСБ Росси́и) je hlavní domácí bezpečnostní služba Ruské federace, hlavní nástupnická agentura KGB. Jejím úkolem je zajištění úloh kontrarozvědky, vnitřní a pohraniční bezpečnosti, boje proti terorismu, jakož i vyšetřování některých závažných trestných činů. Její ředitelství sídlí v Moskvě (na náměstí Lubjanka v centru Moskvy, v hlavní budově bývalé KGB). Služba je řízena ministerstvem spravedlnosti a jejím ředitelem je od roku 2008 Alexandr Bortnikov. 

## Historie a současnost

Vlajka FSB

Bezprostředním předchůdcem FSB byla Ruská federální kontrarozvědka (FSK), která je nástupkyní KGB: dne 12. dubna 1995 podepsal ruský prezident Boris Jelcin zákon vyžadující reorganizaci FSK, jehož výsledkem bylo vytvoření FSB. Podle již výše zmíněného zákona z roku 1995 „O federální bezpečnostní službě“ řídí FSB ruský prezident, který jmenuje ředitele FSB. Tři hlavní strukturální nástupnické součásti bývalé KGB, které zůstávají administrativně nezávislé na FSB, jsou: zahraniční zpravodajská služba Služba vnější rozvědky (SVR), Federální ochranná služba (FSO) a hlavní ředitelství zvláštních programů prezidenta Ruské federace (GUSP).
Podle ruského federálního zákona je FSB vojenská služba stejně jako ozbrojené síly, MVD, FSO, SVR, FSKN, hlavní ředitelství pro kontrolu drog a civilní obrana EMERCOMu, ale její důstojníci obvykle nenosí vojenské uniformy. Je odpovědná hlavně za vnitřní bezpečnost ruského státu, kontrarozvědku a boj proti organizovanému zločinu, terorismu a pašování drog, zatímco zámořská špionáž je primární odpovědností ruské zahraniční zpravodajské služby, nástupce prvního ředitelství KGB, stejně jako GRU, orgán v rámci ruského ministerstva obrany. FAPSI FSB však provádí elektronický dohled v zahraničí. Všechny donucovací a zpravodajské agentury v Rusku v případě potřeby pracují pod vedením FSB. V roce 2003 byly odpovědnosti FSB rozšířeny začleněním dříve nezávislé služby pohraniční stráže a hlavní části zrušené Federální agentury pro komunikaci a informace vlády (FAPSI).
Podle článku 32 federálního ústavního zákona o vládě Ruské federace odpovídá FSB přímo prezidentovi RF a řediteli FSB, zatímco člen vlády RF, který je v čele s předsedou vlády, odpovídá prezidentovi pouze; ředitel je také z moci úřední stálým členem Rady bezpečnosti Ruska, kterému předsedá prezident a předseda ruského Národního protiteroristického výboru.
FSB zaměstnává asi 66 200 uniformovaných zaměstnanců, z toho asi 4 000 vojáků speciálních sil. Zaměstnává také personál pohraniční služby asi 160 000–200 000 příslušníků pohraniční stráže.